# Corsock
 (septembre 2023).
Corsock est un village situé dans le Dumfries and Galloway, en Écosse.